# Розлач Павло Іванович
Павло́ Іва́нович Розлач (нар. 2 січня 1988, м. Чернігів) — український військовослужбовець, полковник Збройних сил України, командир 80 окремої десантно-штурмової бригади Десантно-штурмових військ ЗСУ, учасник російсько-української війни, що відзначився у ході російського вторгнення в Україну. Герой України (2025). Позивний «Ведмідь».
У жовтні 2022 року увійшов до списку 25 найвпливовіших українських військовикіх від НВ.

## Життєпис
Кадровий військовий, навчався в Чернігівському ліцеї з посиленою військово-фізичною підготовкою, Військовій академії (м. Одеса). 2009 року закінчив Львівський інститут Сухопутних військ Національного університету «Львівська політехніка» за спеціальністю «Бойове застосування та управління діями аеромобільних підрозділів». Командир четвертої роти 95-ї окремої аеромобільної бригади, в якій служить з 2009 року.
З квітня 2014-го добровольцем бере участь у бойових діях. У квітні в підрозділі було 30 бронежилетів на 90 осіб. З батальйоном брав участь у бойових діях скрізь, окрім Маріуполя. У серпні отримав 10 днів відпустки — після визволення Торецька. 3 жовтня 2014 року дістав поранення в бою під Пісками, лікувався у Чернігівському військовому госпіталі, де за ним доглядали дружина та донька.
Його фотографія розміщена в календарі «Кіборги-2015». Привітав українців разом із Президентом України Петром Порошенком у прямому ефірі з новим 2015 роком.
Того ж року призначений на посаду командира батальйону 95-ї окремої десантно-штурмової бригади. 2019-го звільнився у запас. Повернувся на службу після початку повномасштабного вторгнення росіян в Україну.
Командував 3-ю батальйонно-тактичною групою 80 окремої бригади ДШВ. 
2023-го призначений на посаду командира новоствореної 82 бригади, яка брала участь у Запорізькому контрнаступі. За даними ЗМІ, звільнений з посади через незгоду виконати завдання з огляду на його нереалістичність та відсутність сил і засобів. У підсумку був переведений до Командування ДШВ.
У серпні 2024 року призначений на посаду командира 80-ї окремої десантно-штурмової бригади.
12 травня 2025 року Президент України Володимир Зеленський вручив орден «Золота Зірка» Павлу Розлачу. Під час заходу було повідомлено, що він — «заступник командира 8-го управління корпусу ДШВ. Захищав Україну на Запоріжжі, Харківщині, Сумщині, а також на території Курської області. Під час операції на Курщині організував дорозвідку маршрутів на лінії зіткнення, що дало підрозділам змогу перейти державний кордон без втрат. Зокрема, воїни 80-ї десантно-штурмової бригади за кілька днів пройшли десятки кілометрів, подолали декілька ліній оборони, вийшли на визначені рубежі та закріпилися».

## Нагороди
- звання Герой України з врученням ордена «Золота Зірка» (8 травня 2025) — за особисту мужність і героїзм, виявлені у захисті державного суверенітету та територіальної цілісності України, самовіддане служіння Українському народові[9].
- Орден Богдана Хмельницького III ступеня (4 грудня 2014) — за особисту мужність і героїзм, виявлені у захисті державного суверенітету та територіальної цілісності України, вірність військовій присязі, високий професіоналізм та з нагоди Дня Збройних Сил України[10]
- Орден Богдана Хмельницького II ступеня (4 квітня 2022) — за особисту мужність і самовіддані дії, виявлені у захисті державного суверенітету та територіальної цілісності України, вірність військовій присязі[11]
- Орден «За мужність» III ступеня (4 червня 2022) — за особисту мужність і самовіддані дії, виявлені у захисті державного суверенітету та територіальної цілісності України, вірність військовій присязі[12]
- Хрест бойових заслуг (27 липня 2022) — за визначні особисті заслуги у захисті державного суверенітету та територіальної цілісності України, самовіддане служіння Українському народу, вірність військовій присязі[1]
- Орден Богдана Хмельницького I ступеня (14 вересня 2022) — за особисту мужність і самовіддані дії, виявлені у захисті державного суверенітету та територіальної цілісності України, вірність військовій присязі[13]
- Недержавна відзнака ― Орден «Народний Герой України»